# ボリス・サフォーノフ

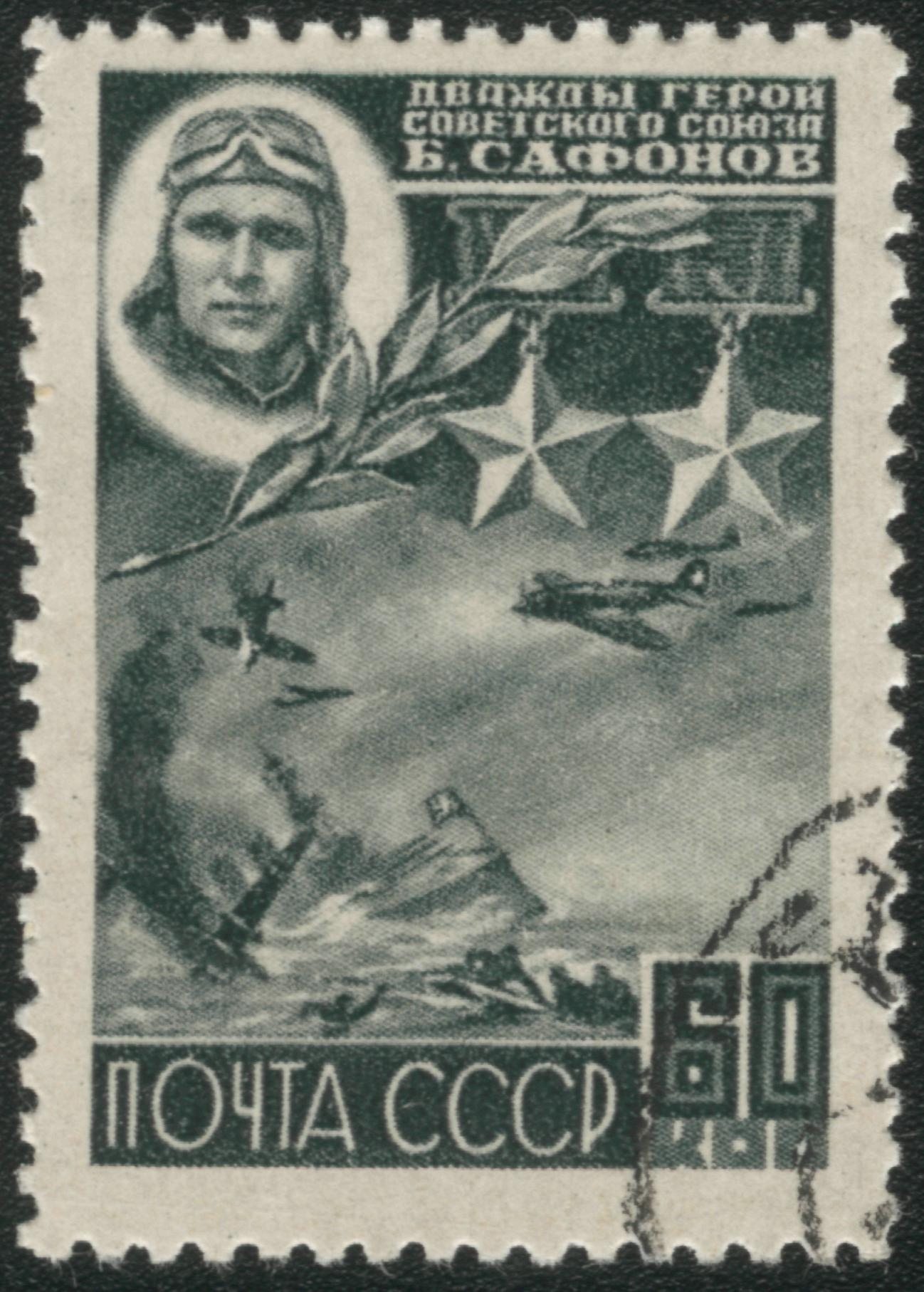
サフォーノフの肖像が描かれた記念切手（1944年）

ボリス・フェオクチーストヴィチ・サフォーノフ（Борис Феоктистович Сафонов、ラテン文字転写例：Boris Feoktistovič Safonov、1915年8月26日 - 1942年5月30日）は、ソビエト連邦の軍人、パイロット。階級は親衛中佐。
「ムルマンスクの星」の通称で呼ばれ、独ソ戦でエース・パイロットとして活躍した。ソ連邦英雄を二度受賞している。

## 略歴
サフォーノフは、1915年8月26日にトゥーラ県のシニャヴィノ村（現トゥーラ州プラフスク近郊）で生まれた。七年制学校（日本の小学校と中学校に相当）を優等な成績で卒業後、工場付属少年職業訓練所のある鉄道学校に入学する。1930年にはコムソモールへ入り、滑空機訓練所に学んだ。そして最も優秀な学生の1人として、オソアヴィアヒムに配属された。そこで彼の教官となったのは、後にソ連邦英雄となるワレンチナ・グリゾドゥーボワであった。1933年にはすでに航空クラブを無事卒業しており、サフォーノフはカチンスク航空学校で学んだのち、白ロシア軍管区へと向った。赴任する地域を問われると、サフォーノフは即座に北方を希望し、北方艦隊の海軍航空隊へと配属された。彼は第72混成航空連隊長となる。
独ソ戦が始まるとサフォーノフはポリカルポフ I-16の他、ホーカー ハリケーン、P-40E キティホークを操縦し、空中戦で功績をあげていく。ドイツ兵の間では「「空にサフォーノフあり」とは、ドイツ人パイロットは基地に帰還しろという意味だ」という言葉が飛び交うほど有名となった。1942年1月のはじめ頃までに、戦闘赤旗勲章を二度受けている（1941年6月、12月）。1941年9月15日、サフォーノフ率いる7機が、52機の敵機との戦闘にはいる。ドイツ側は13機を失い、サフォーノフたちは無傷で飛行場へと帰還した。同年9月16日にはソ連邦英雄を受勲。1ヵ月後に司令部はサフォーノフ少佐に再結成された第78戦闘機航空連隊を委ねた。1942年1月22日、サフォーノフは3度目の戦闘赤旗勲章を受ける。同年3月の初めにはイギリス使節団長マクフォーラン中将が4名の北方艦隊パイロットに大英帝国で最高の空軍勲章である空軍殊勲十字章を授与した。その4名の中にはサフォーノフもいた。
1942年3月30日、親衛中佐であり第2親衛航空連隊長であったサフォーノフは編隊長として、レンドリースプログラムによりムルマンスクへ向っていた輸送船団PQ-16の援護へと飛んだ。劣勢のなかサフォーノフは3機を撃墜したものの、自らも被弾し海上へ墜落、戦死した。26歳没。大戦を通じた彼の個人スコアは25機、協同で3機であった（未確認撃墜が41機あるとも言われる）。
1942年7月14日、ソ連邦最高会議幹部会はサフォーノフへ二度目の金星章を与えることを決めた。彼は独ソ戦では唯一、ソ連邦英雄を二度受勲したことになる。これは例外的なことだった。
現在でもサフォーノフはロシア国民に英雄として慕われている。

## 顕彰

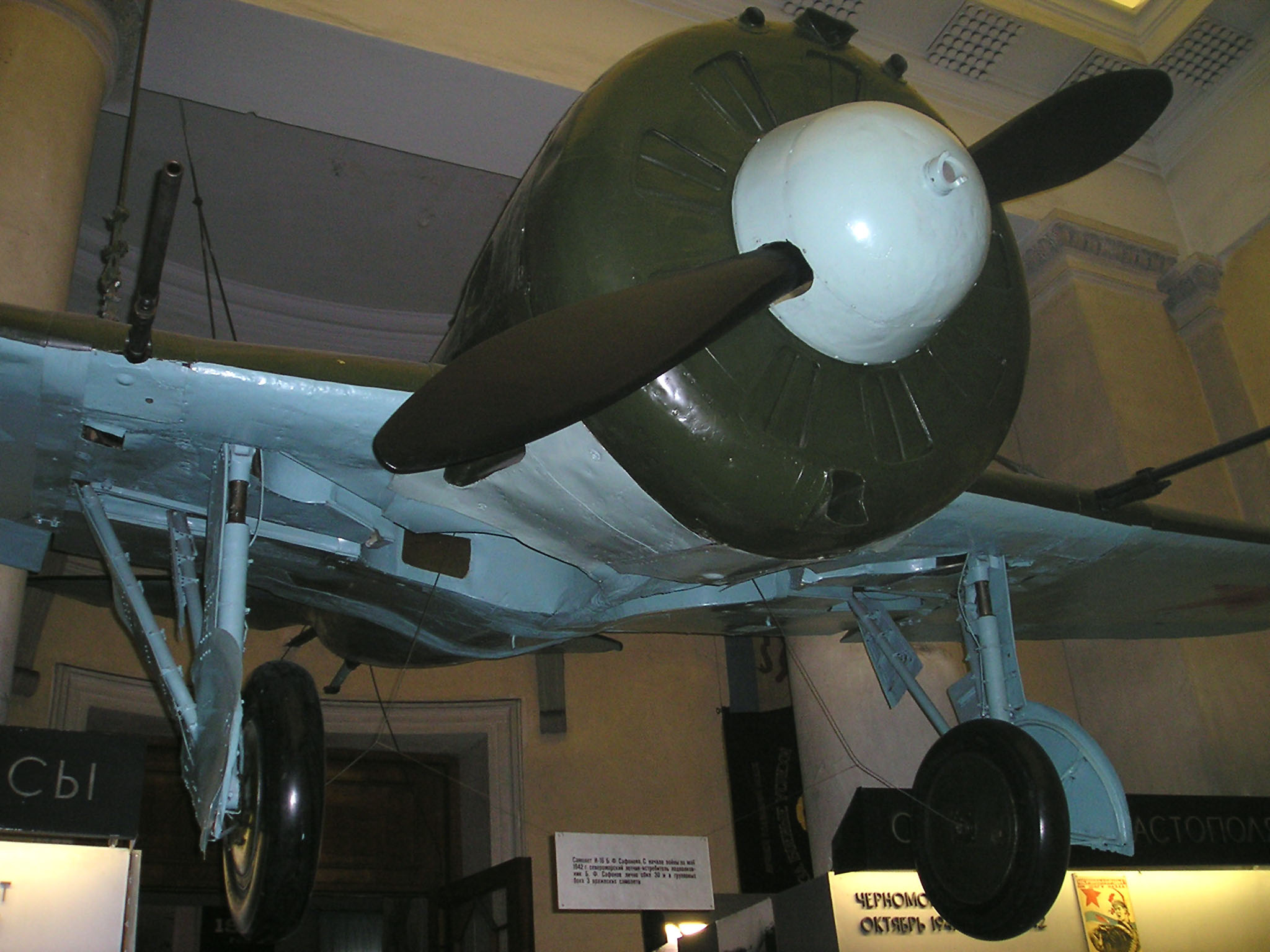
サフォーノフの搭乗したI-16

サフォーノフの搭乗した機体のうちの一つ（I-16）は、サンクトペテルブルクの中央海軍博物館に展示されている。
サフォーノフは、北方艦隊第2親衛赤旗航空連隊の永久隊員に列せられ、同連隊は通称「サフォーノフ連隊」と呼ばれた（連隊は2002年3月に解散）。2005年12月、ロシア海軍唯一の艦載戦闘機航空連隊（アドミラル・クズネツォフ (空母)所属）に、サフォーノフの名前が授与された。
元軍人国際社会団体「マルス－メルクーリー」により、B.F.サフォーノフ・メダルが制定され、ロシア海軍航空隊司令部の同意により、毎年海軍航空隊最良のパイロットにこのメダルが授与されている。